# كينغدون قاولد سينيور
كينغدون قاولد سينيور (بالإنجليزية: Kingdon Gould, Sr.)‏ هو خبير مالي أمريكي، ولد في 15 أغسطس 1887 في مانهاتن في الولايات المتحدة، وتوفي بنفس المكان في 7 نوفمبر 1945.